# Planochelas brevis
Espèce
Planochelas brevis est une espèce d'araignées aranéomorphes de la famille des Trachelidae.

## Distribution
Cette espèce est endémique du Congo-Kinshasa.

## Description
La femelle holotype mesure 1,95 mm et le mâle paratype 2,14 mm.

## Publication originale
- Khoza & Lyle, 2019 : Four new species of the sac spider genus Planochelas Lyle & Haddad, 2009 (Araneae, Trachelidae) from central and southern Africa. African Invertebrates, vol. 60, no 2, p. 147-162.